# Estación Tamanoe

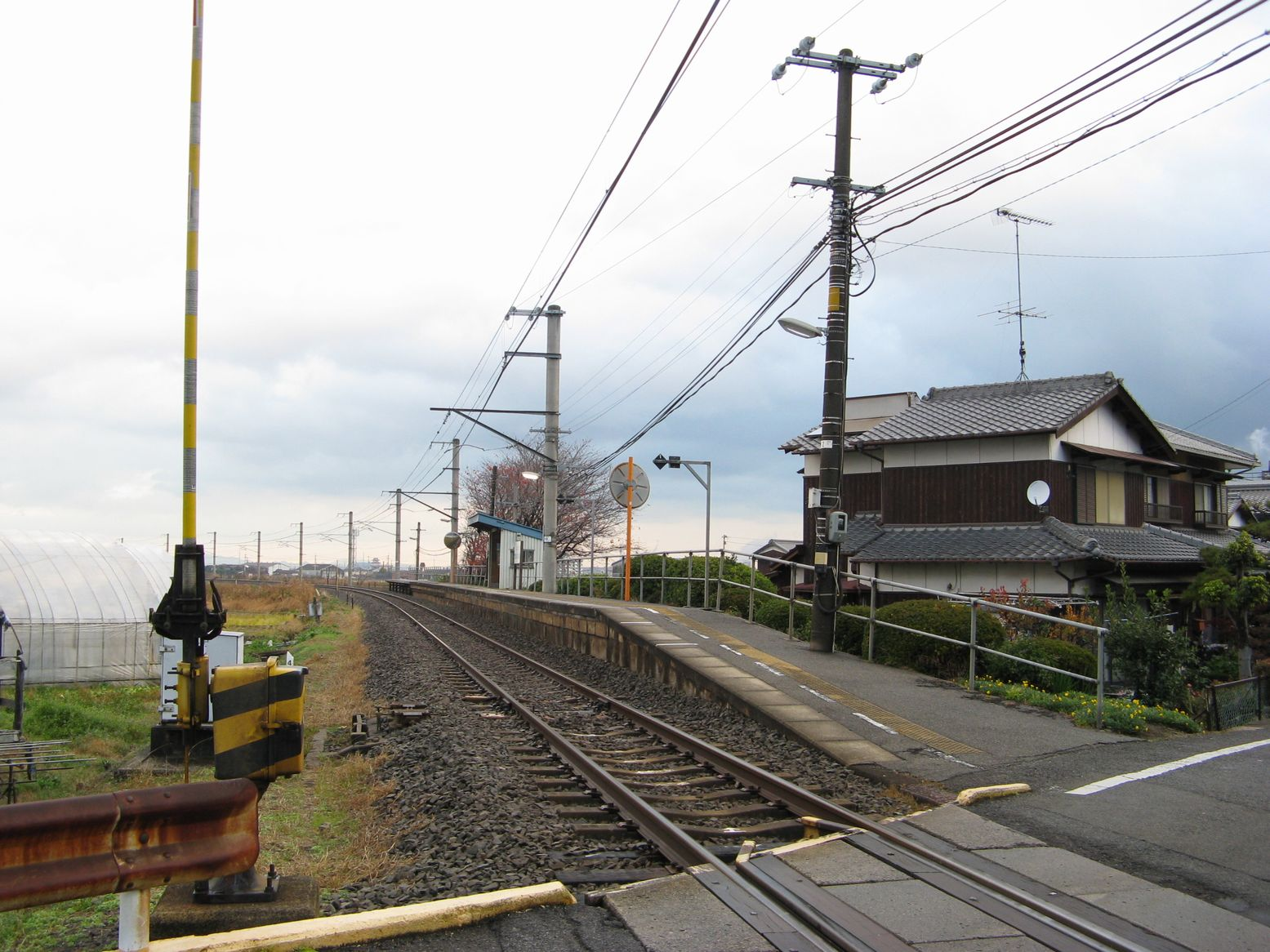
Estación de Tamanoe, donde puede verse la plataforma que sirve como andén y la vía secundaria.

La estación Tamanoe (玉之江駅 Tamanoe-eki?) es una estación de la línea Yosan de la Japan Railways que se encuentra en la ciudad de Saijō de la prefectura de Ehime. El código de estación es el "Y35".

## Estación de pasajeros
Cuenta con una plataforma, la cual posee un único andén (andén 1). La vía que corre al lado del andén es la vía secundaria, la vía principal se utiliza para atravesar la estación sin detenerse.

### Andén
| 1 | ● Línea Yosan |                                                                                 | Hacia Saijō, Niihama, Iyomishima, Kawanoe y Kanonji (los servicios rápidos no se detienen) |
| 1 | ● Línea Yosan | Hacia Nyūgawa, Imabari, Hōjō y Matsuyama (los servicios rápidos no se detienen) |                                                                                            |

## Alrededores de la estación
- Oficina de correos de Yoshii
- Ruta nacional 196

## Historia
- 1961: el 1° de junio se inaugura la estación Tamanoe.
- 1987: el 1° de abril pasa a ser una estación de la división Ferrocarriles de Pasajeros de Shikoku de la Japan Railways.

## Estación anterior y posterior
- Línea Yosan 
  - Estación Iyokomatsu (Y34)  <<  Estación Tamanoe (Y35)  >>  Estación Nyūgawa (Y36)